# Связанное состояние
Связанное состояние — это сочетание двух или более фундаментальных строительных блоков, таких как частицы, атомы или тела, которые ведут себя как единый объект и для его разделения требуется энергия.
В квантовой физике связанное состояние — это квантовое состояние частицы, подверженное такому потенциалу, что частица имеет тенденцию оставаться локализованной в одной или нескольких областях пространства. Потенциал может быть внешним или быть результатом присутствия другой частицы; в последнем случае можно эквивалентно определить связанное состояние как состояние, представляющее две или более частицы, энергия взаимодействия которых превышает полную энергию каждой отдельной частицы в отдельности. Одним из последствий является то, что, учитывая потенциал, исчезающий на бесконечности, состояния с отрицательной энергией должны быть связаны. Энергетический спектр набора связанных состояний чаще всего дискретен, в отличие от состояний рассеяния свободных частиц, которые имеют непрерывный спектр.
Метастабильные состояния с чистой положительной энергией взаимодействия, но большим временем затухания, хотя и не являются связанными состояниями в строгом смысле этого слова, часто также считаются нестабильными связанными состояниями и называются «квазисвязанными состояниями». Примеры включают радионуклиды и атомы Ридберга.
В релятивистской квантовой теории поля устойчивое связанное состояние n частиц с массами {\displaystyle \{m_{k}\}_{k=1}^{n}} соответствует полюсу в S-матрице с энергией центра масс менее {\displaystyle \textstyle \sum _{k}m_{k}}. Нестабильное связанное состояние проявляется в виде полюса со комплекснозначной энергией центра масс.

## Примеры
- Протон и электрон могут двигаться отдельно; когда они это делают, то общая энергия центра масс положительна, и такую пару частиц можно описать как ионизированный атом. Как только электрон начинает «вращаться» вокруг протона, энергия становится отрицательной и возникает связанное состояние — атом водорода. Стабильным является только связанное состояние, которое обладает наименьшей энергией, называемое основным состоянием. Другие возбуждённые состояния нестабильны и распадаются на стабильные (но не на другие нестабильные) связанные состояния с меньшей энергией, например, путём испускания фотона.
- Позитроний — это нестабильное связанное состояние электрона и позитрона. Он распадается на фотоны.
- Любое состояние квантового гармонического осциллятора является связанным, но имеет положительную энергию. Обратите внимание, что {\displaystyle \lim _{x\to \pm \infty }{V_{\text{QHO}}(x)}=\infty }, поэтому приведённое ниже неприменимо.
- Ядро — это связанное состояние протонов и нейтронов (нуклонов).
- Сам протон представляет собой связанное состояние трёх кварков (два верхних и один нижний; один красный, один зелёный и один синий). Однако, в отличие от атома водорода, отдельные кварки никогда не могут быть разделены.
- Модели Хаббарда и Джейнса — Каммингса — Хаббарда (JCH) оптсывают аналогичные связанные состояния. В модели Хаббарда два отталкивающихся бозонных атома могут образовывать связанную пару в оптической решётке[5][6][7]. Гамильтониан JCH также имеет решение в виде двухполяритонных связанные состояний при достаточно сильном взаимодействии фотона с атомом[8].

## Определение
Пусть σ -конечное пространство с мерой {\displaystyle (X,{\mathcal {A}},\mu )} есть вероятностное пространство, связанное с сепарабельным комплексным гильбертовым пространством {\displaystyle H}. Определимоднопараметрическую группу унитарных операторов {\displaystyle (U_{t})_{t\in \mathbb {R} }}, оператор плотности {\displaystyle \rho =\rho (t_{0})} и наблюдаемую {\displaystyle T} на {\displaystyle H}. Пусть {\displaystyle \mu (T,\rho )} индуцирована распределением вероятностей {\displaystyle T} относительно {\displaystyle \rho }. Тогда эволюция
{\displaystyle \rho (t_{0})\mapsto [U_{t}(\rho )](t_{0})=\rho (t_{0}+t)}
связан (ограничена) по отношению к {\displaystyle T} если
{\displaystyle \lim _{R\rightarrow \infty }{\sup _{t\geq t_{0}}{\mu (T,\rho (t))(\mathbb {R} _{>R})}}=0} ,
где {\displaystyle \mathbb {R} _{>R}=\lbrace x\in \mathbb {R} \mid x>R\rbrace }.
Квантовая частица находится в связанном состоянии, если ни в какой момент времени она не оказывается «слишком далеко» от любой конечной области {\displaystyle R\subset X}. Например, используя представление волновой функции, это означает
{\displaystyle {\begin{aligned}0&=\lim _{R\to \infty }{\mathbb {P} ({\text{particle measured inside }}X\setminus R)}\\&=\lim _{R\to \infty }{\int _{X\setminus R}|\psi (x)|^{2}\,d\mu (x)},\end{aligned}}}
такой, что
{\displaystyle \int _{X}{|\psi (x)|^{2}\,d\mu (x)}<\infty .}
В общем, квантовое состояние является связанным состоянием тогда и только тогда, когда оно конечно нормируемо во все времена {\displaystyle t\in \mathbb {R} }. Кроме того, связанное состояние лежит в пределах чисто точечной части спектра {\displaystyle T} тогда и только тогда, когда оно является собственным состоянием {\displaystyle T}.
Говоря более неформально, «ограниченность» является результатом выбора области определения и характеристик состояния, а не наблюдаемой велечины. Для конкретного примера: пусть {\displaystyle H:=L^{2}(\mathbb {R} )} и разрешим {\displaystyle T} быть оператором координаты. Учитывая компактную {\displaystyle \rho =\rho (0)\in H} и {\displaystyle [-1,1]\subseteq \mathrm {Supp} (\rho )}.
- Если эволюция состояния {\displaystyle \rho } «перемещает этот волновой пакет вправо», например, если {\displaystyle [t-1,t+1]\in \mathrm {Supp} (\rho (t))} для всех {\displaystyle t\geq 0}, затем {\displaystyle \rho } не является связанным состоянием по отношению к координате.
- Если {\displaystyle \rho } не меняется во времени, то есть {\displaystyle \rho (t)=\rho } для всех {\displaystyle t\geq 0}, тогда {\displaystyle \rho } привязано по отношению к положению.
- В более общем случае: если эволюция состояния {\displaystyle \rho } «просто движется {\displaystyle \rho } внутри ограниченной области», то {\displaystyle \rho } привязано по отношению к координате.

## Характеристики
Поскольку конечно нормируемые состояния должны лежать в пределах чисто точечной части (дискретного) спектра, связанные состояния должны лежать в чисто точечной части. Однако, как указали Нейман и Вигнер, энергия связанного состояния может находиться в непрерывной части спектра. Это явление называется связанным состоянием в континууме.

### Состояния, связанные с координатой
Рассмотрим одночастичное уравнение Шрёдингера. Если состояние обладает энергией {\textstyle E<\max {\left(\lim _{x\to \infty }{V(x)},\lim _{x\to -\infty }{V(x)}\right)}}, то волновая функция ψ удовлетворяет для некоторого {\displaystyle X>0}
{\displaystyle {\frac {\psi ^{\prime \prime }}{\psi }}={\frac {2m}{\hbar ^{2}}}(V(x)-E)>0{\text{ for }}x>X}
так что ψ экспоненциально затухает при больших x. Такое поведение хорошо изучено для плавно меняющихся потенциалов в приближении ВКБ для волновой функции, где наблюдается колебательное поведение, если правая часть уравнения отрицательна, и поведение роста/затухания, если оно положительно. Следовательно, состояния с отрицательной энергией связаны, если V обращается в нуль на бесконечности.

### Невырожденность в одномерных связанных состояниях
Ниже показано, что одномерные связанные состояния невырождены по энергии для волновых функций с хорошим поведением, которые затухают до нуля на бесконечности. Это не обязательно справедливо для волновой функции в более высоких измерениях. Благодаря свойству невырожденных состояний одномерные связанные состояния всегда можно выразить как действительные волновые функции.

### Теорема об узлах
Теорема об узлах утверждает, что n-я связанная волновая функция, упорядоченная по возрастанию энергии, имеет ровно n-1 узлов, то есть точки {\displaystyle x=a} где {\displaystyle \psi (a)=0\neq \psi '(a)} . Из-за формы независимых от времени уравнений Шрёдингера физическая волновая функция не может иметь {\displaystyle \psi (a)=0=\psi '(a)} поскольку это соответствует решению {\displaystyle \psi (x)=0}.

## Требования
Бозон с массой mχ, передающий слабосвязанное взаимодействие, создаёт потенциал взаимодействия типа Юкавы:
{\displaystyle V(r)=\pm {\frac {\alpha _{\chi }}{r}}e^{-{\frac {r}{\lambda \!\!\!{\frac {}{\ }}_{\chi }}}}} ,
где {\displaystyle \alpha _{\chi }=g^{2}/4\pi }, g — калибровочная константа связи, ƛi = ℏ/mic
— приведённая комптоновская длина волны. Скалярный бозон создает универсальный потенциал притяжения, тогда как векторый притягивает частицы к античастицам, но отталкивает, как подобные пары. Для двух частиц массой m1 и m2 боровский радиус системы равен
{\displaystyle a_{0}={\frac {{\lambda \!\!\!^{{}^{\underline {\ \ }}}}_{1}+{\lambda \!\!\!^{{}^{\underline {\ \ }}}}_{2}}{\alpha _{\chi }}}}
и даёт безразмерное число
{\displaystyle D={\frac {{\lambda \!\!\!^{{}^{\underline {\ \ }}}}_{\chi }}{a_{0}}}=\alpha _{\chi }{\frac {{\lambda \!\!\!^{{}^{\underline {\ \ }}}}_{\chi }}{{\lambda \!\!\!^{{}^{\underline {\ \ }}}}_{1}+{\lambda \!\!\!^{{}^{\underline {\ \ }}}}_{2}}}=\alpha _{\chi }{\frac {m_{1}+m_{2}}{m_{\chi }}}} .
Для того чтобы первое связанное состояние вообще существовало, {\displaystyle D\gtrsim 0.8}. Поскольку фотон безмассовый, то для электромагнетизма D бесконечно. Для слабого взаимодействия масса Z-бозона равна 91,1876 ± 0,0021 GeV/c2, что предотвращает образование связанных состояний между большинством частиц, так как оно составляет 97,2 times массы протона и 178,000 times массы электрона.
Если бы хиггсовское взаимодействие не нарушило электрослабую симметрию на электрослабом масштабе, то SU(2) слабое взаимодействие обладало бы свойством конфайнмента.